# Třída Lexington (bitevní křižník)
Třída Lexington byla třída bitevních křižníků námořnictva Spojených států amerických. Celkem bylo rozestavěno šest jednotek této třídy. Na základě dohod uzavřených na Washingtonské konferenci roku 1922 byla stavba celé třídy zrušena. Dva rozestavěné křižníky byly dokončeny jako letadlové lodě třídy Lexington.

## Stavba
Stavba šesti velkých bitevních křižníků byla objednána na základě stavebního programu z roku 1916. Jejich kýly byly založeny v letech 1920–1921 ve čtyřech amerických loděnicích. Od července 1922 byly Lexington a Saratoga dostavovány jako letadlové lodě. Čtyři zbývající plavidla byla sešrotována.
Jednotky třídy Lexington:
| Jméno                    | Loděnice                                | Založení kýlu   | Spuštěna | Vstup do služby | Poznámka                                          |
| ------------------------ | --------------------------------------- | --------------- | -------- | --------------- | ------------------------------------------------- |
| USS Lexington (CC-1)     | Fore River Shipyard, Quincy             | 8. ledna 1921   | –        | –               | Dokončen jako letadlová loď USS Lexington (CV-2). |
| USS Constellation (CC-2) | Newport News Shipbuilding, Newport News | 18. srpna 1920  | –        | –               | Stavba zrušena roku 1923, sešrotován.             |
| USS Saratoga (CC-3)      | New York Shipbuilding, Camden           | 25. září 1920   | –        | –               | Dokončen jako letadlová loď USS Saratoga (CV-3).  |
| USS Ranger (CC-4)        | Newport News Shipbuilding, Newport News | 23. června 1921 | –        | –               | Stavba zrušena roku 1923, sešrotován.             |
| USS Constitution (CC-5)  | Philadelphia Naval Shipyard, Filadelfie | 25. září 1920   | –        | –               | Stavba zrušena roku 1923, sešrotován.             |
| USS United States (CC-6) | Philadelphia Naval Shipyard, Filadelfie | 25. září 1920   | –        | –               | Stavba zrušena roku 1923, sešrotován.             |

## Konstrukce

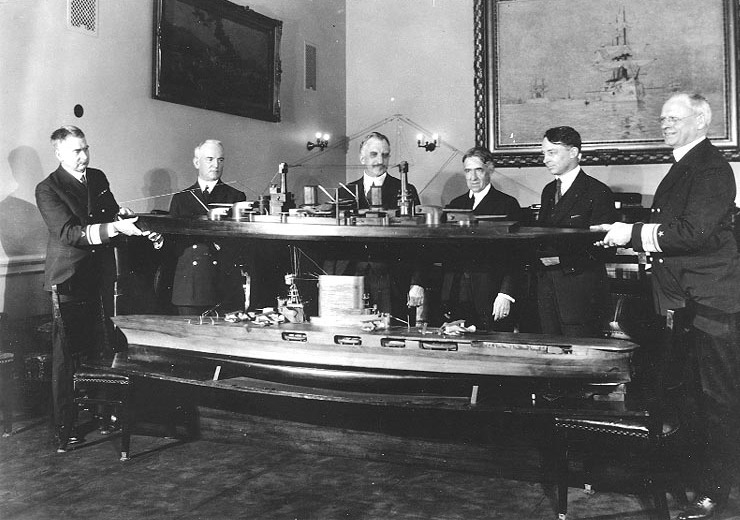
Model přestavby bitevního křižníku třídy Lexington na letadlovou loď třídy Lexington

Plánovanou výzbroj tvořilo osm 406mm kanónů ve dvoudělových věžích, šestnáct 152mm kanónů, čtyři 76mm kanóny a osm 533mm torpédometů. Pohonný systém měl výkon 180 000 hp. Využíval 16 kotlů. Lodní šrouby byly čtyři. Nejvyšší rychlost měla dosáhnout 33,5 uzlu.